# بنو ولموية
بنو ولموية هي سلالة من صنهاجة، حكمت قابس خلال الغزو الهلالي وكانت أول من يعترف بسيادة بني هلال.

## التاريخ
أسس السلالة المعز بن محمد بن ولموية، وأصله من صنهاجة، وكان والي المعز بن باديس على مدينة قابس خلال الغزو الهلالي، إلا أنه كان يجاري العرب ويكرمهم، و قد استضاف جعفر بن يوسف الكلبي و معه بعض قادات العرب و قدم إليهم أهل البادية طائر عجيب لم يراه أحد من العرب أو البربر, وقد التجأ بعض الزيريين إلى قابس في عهده تحت حماية مؤنس سنة 1054، وكان له أخوان قادا الأعنّة في الجيش الزيري هما قاضي ومحمد، عزلهما المعز عن الجيش لسبب ما، ربما لأنه شكّ في علاقتهما بشيوخ العرب أو تقصيرهما في محاربة الهلاليين, فتوجها غاضبين لمؤنس بن يحيى الهلالي الذي كان قد قدم حديثاً من مصر، فأكرمهما وكساهما بثياب مصرية، ثم ذهبا إلى أخيهما وخططوا أن يستقلوا، وحصل ذلك، فتم قطع الخطبة للمعز عام 1063، وأعلنت قابس دخولها في تبعية مؤنس بن يحيى الذي ولى إبراهيم بن محمد بن ولموية بينما انتقل المعز إلى جوار مؤنس، وكانت هذه أول مدينة تعترف بالسيادة الهلالية.
كان هذا خبرا مهمّا حتى أن الخليفة الفاطمي المستنصر بالله ذكره في رسالة إلى أمير اليمن علي بن محمد الصليحي (غير مؤكدة): حيث ذكر أن أعيان صنهاجة مثلوا أمام قادة بني هلال طالبين العفو ومن بينهم المعز بن ولموية، «ثم احتل أمين الدولة حصن قابس حيث أعلن في الخطبة عقيدة ذرية الرسول صلى الله عليه وسلّم وضرب العين والورق على السكة المستنصرية» و تم تولية ابن يلمو على قابس و استولى على كل المناطق العسكرية برّا و بحرا، و أطاعه الناس و ازدهرت البلاد (حسب الرسالة طبعا).
حاصر تميم قابس عام 1081، و قام جيشه بتخريب غابتها، و في عام 1083 تحالف إبراهيم مع مالك بن علوان الصخري ضد تميم بن المعز، و حاصرا المهدية، فاتصل تميم بحلفاءه و أعطاهم المال، فهاجم العرب من خارج المهدية و هاجم تميم من داخلها، و هُزم حلف بني صخر و بني ولموية، فانسحب ابراهيم إلى قابس بينما انسحب حليفه إلى القيروان ثم هرب منها ليلاً، و لجأ إلى قابس، ثم تصالح تميم و مالك سنة 1086, و في سنة 1086 حاصر تميم قابس، و نجهل إذا حصل ذلك عهد إبراهيم أو عهد لاحقه, و في عام 1091، حاصر تميم قابس حتى فتحها.
و قد ذكر ابن خلدون أن تميم حاصر قابس منذ تولى قاضي الحكم ما يعني أنه تسلم خلال إحدى الحملتين سنة 1086 أو 1091، على العموم فإن قاضي أو إبراهيم كان الحاكم خلالها.
استمر ابراهيم في الحكم إلى أن توفي، المهم خلف ابراهيم أخوه قاضي الذي أساء معاملة الناس فثاروا عليه وقتلوه عام 1095، وبمقتله انتهى حكم بني ولموية على قابس وتولاها بعدهم عمر بن المعز بن باديس.

## الملاحظات
1. ↑  نجوان أبو بكر هو من سماه المعز بن محمد بن ولموية، ابن خلدون سماه المعز بن محمد بن لموية، البكري سماه المعز بن محمد بن وانمّو، أما في بعض السجلات المستنصرية فاسمه المعز بن محمد بن المو.